# داستين مالدونادو
داستين مالدونادو (بالإسبانية: Dustin Maldonado) (18 مارس 1990 بسانتا كروز دي لا سييرا في بوليفيا - ) هو لاعب كرة قدم بوليفي في مركز الظهير. لعب مع نادي ريال بوتوسي وناسيونال بوتوسي ونادي بلومينغ.

## وصلات خارجية
- داستين مالدونادو على موقع قاعدة بيانات كرة القدم.إي يو (الإنجليزية)
- داستين مالدونادو على موقع Soccerway.com (الإنجليزية)